# 斎藤信男
斎藤 信男（さいとう のぶお、1940年 - ）は、日本の工学者。工学博士。慶應義塾大学名誉教授。駒澤大学グローバル・メディア・スタディーズ元学部長。日本UNIXユーザ会第2代会長。研究分野は、オペレーティングシステム、分散処理、ソフトウェア工学、デジタルメディア論など。

## 来歴
長野県諏訪市出身。長野県諏訪清陵高等学校卒業。
- 1964年 東京大学工学部卒業
- 1966年 東京大学大学院工学系研究科修士課程修了 通産省電気試験所（現産業技術総合研究所）入所
- 1974年 筑波大学電子情報工学系専任講師（筑波大学助教授を経る）
- 1978年 慶應義塾大学工学部数理工学科助教授
- 1981年 慶應義塾大学理工学部数理科学科助教授
- 1987年 慶應義塾大学理工学部教授
- 1990年 慶應義塾大学環境情報学部教授（～2006年）
- 1993年 慶應義塾大学湘南藤沢メディアセンター所長・図書館長
- 1995年 慶應義塾大学環境情報学部長[1]
- 1999年 慶應義塾大学大学院政策メディア研究科委員長（～2001年）
- 2001年 慶應義塾常任理事。（～2006年）
- 2006年 駒澤大学グローバル・メディア・スタディーズ教授兼学部長
- 2011年 文教大学情報学部客員教授